# ماکسیم سمیانکیو
ماکسیم سمیانکیو (اوکراینی: Максим Олександрович Семянків؛ زادهٔ ۲۰ ژانویهٔ ۱۹۹۲) ژیمناست هنری اهل اوکراین است.